# Christoph Matznetter

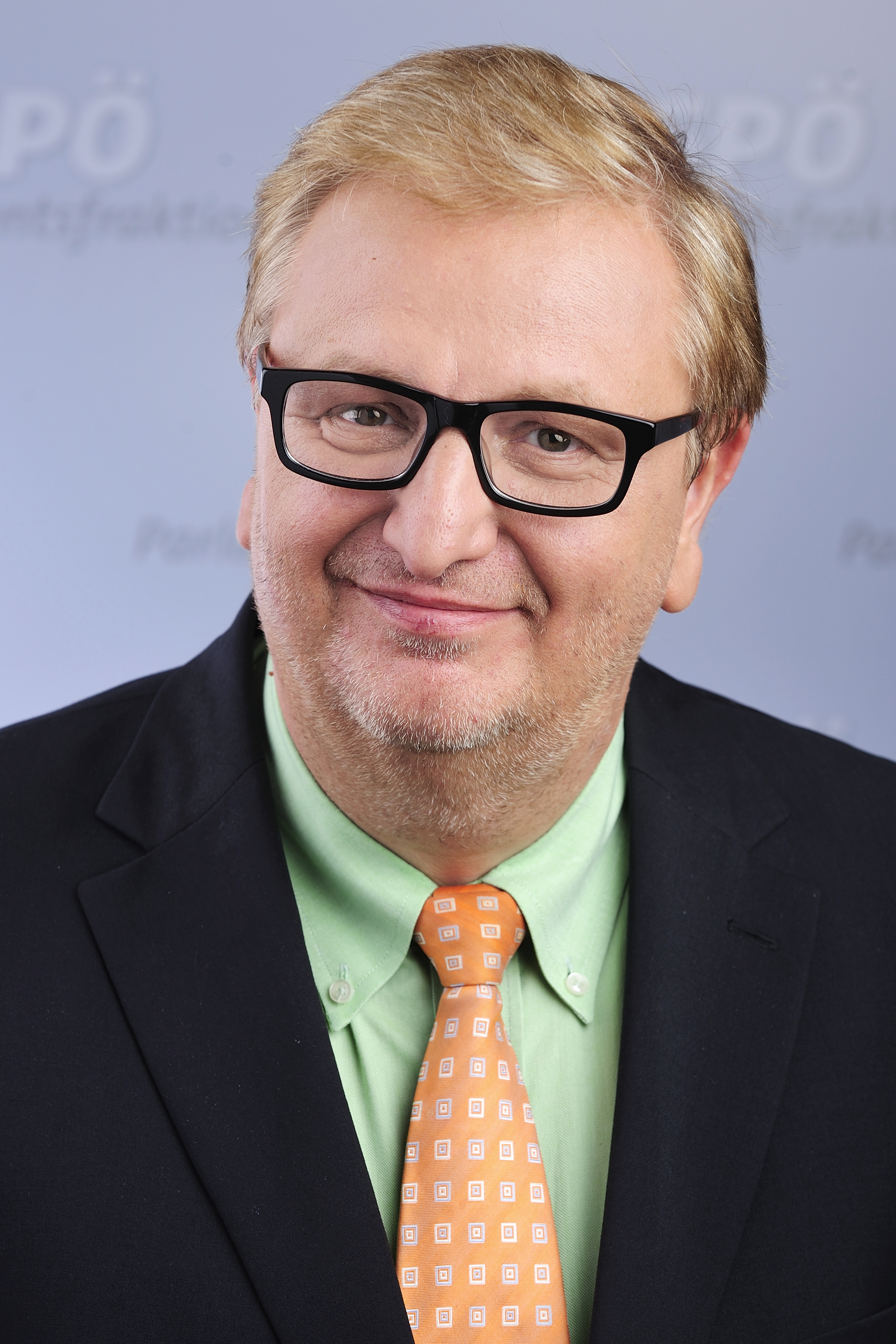
Christoph Matznetter 2014

Christoph Matznetter (* 8. Juni 1959 in Wien) ist ein österreichischer Politiker (SPÖ). Er war vom 11. Jänner 2007 bis zum 2. Dezember 2008 Staatssekretär im Finanzministerium. Davor war er von 2002 bis 2007, und danach von 2008 bis 2013 Abgeordneter zum Nationalrat. Von März 2014 bis November 2017 war Matznetter erneut Abgeordneter zum Nationalrat. Von Oktober 2017 bis Ende Jänner 2018 war er gemeinsam mit Andrea Brunner interimistisch Bundesgeschäftsführer der SPÖ, als seinen Nachfolger ab Februar 2018 wurde der bisherige steirische Landesparteigeschäftsführer Max Lercher bestellt. Ab dem 2. Juli 2019 bis zum 23. Oktober 2024 war er wieder Abgeordneter zum Nationalrat. Seit dem 10. Juni 2025 ist er Mitglied des Bundesrates.

## Ausbildung
Nach dem Besuch der Volksschule am Lycée Français in Wien 1965–1969 und des Gymnasiums (AHS Amerlingstraße in Wien 1970–1978) studierte Christoph Matznetter von 1978 bis 1982 Politikwissenschaft an der Universität Wien. Nach fast 20-jähriger Berufstätigkeit nahm er das Studium 2001 wieder auf und promovierte 2002 zum Doktor der Philosophie. Seine berufliche Fachausbildung ist die eines Wirtschaftstreuhänders (Steuerberater und beeideter Buchprüfer, nunmehr beeideter Wirtschaftsprüfer).

## Beruflicher Werdegang
Noch während seines Studiums betätigte sich Christoph Matznetter als Steuerberater-Berufsanwärter (1980–1985) und schloss diese Ausbildung mit der Staatsprüfung als Steuerberater ab. Seit 1985 fungierte er als selbständiger Steuerberater und danach als beeideter Buchprüfer (nunmehr beeideter Wirtschaftsprüfer und Steuerberater). Von 1985 bis 2004 war er geschäftsführender Gesellschafter der Merkur-Treuhand Wirtschaftstreuhand- und Steuerberatungsges.m.b.H. Zwischen 1995 und 1999 war Matznetter mit der Frauenrechtsaktivistin Klaudia Thalhammer-Koch und der Rechtsanwalt Gabriel Lansky Partner eines gemeinsamen Beratungsunternehmens.

## Politische Karriere
Seine politische Karriere begann Christoph Matznetter bereits in den späten 1970er Jahren als AHS-Landesschulsprecher für Wien und Mitglied des österreichischen Bundesschülerbeirates. Später wurde er Bundeskoordinator des SSZ-Sozialistisches Schülerzentrum (später Aktion Kritischer Schülerinnen und Schüler) und Schülerreferent der SJÖ – Sozialistische Jugend Österreichs.
Im Jahre 2000 wurde er Mitglied des Bundesparteivorstandes der SPÖ. 2001 wurde er als SPÖ-Bundesparteikassier Mitglied des Bundesparteipräsidiums. Von Dezember 2002 bis Jänner 2007 war er Abgeordneter zum Nationalrat und Stellvertretender Obmann des Budgetausschusses. In dieser Zeit übte er auch die Funktion des Budget- und Finanzsprechers der SPÖ aus.
Seit Juni 2005 ist er als Nachfolger von René Alfons Haiden Präsident des Sozialdemokratischen Wirtschaftsverbandes. Von Juni 2005 bis zu seiner Ernennung als Staatssekretär bekleidete er auch die Funktion des Vizepräsidenten der Wirtschaftskammer Österreich.
Am 11. Jänner 2007 wurde er zum Staatssekretär im Finanzministerium bestellt. Dieses Amt hatte er während der Bundesregierung Gusenbauer bis zur Angelobung der neuen Bundesregierung Faymann I am 2. Dezember 2008 inne. Schließlich war Matznetter von 2008 bis 2013 wieder Abgeordneter zum Nationalrat. Nach der Nationalratswahl 2013 verlor er sein Mandat und schied aus dem Parlament aus. Als Laura Rudas im März 2014 auf ihr Nationalratsmandat verzichtete, kehrte Matznetter in den Nationalrat zurück.
Seit 1. Jänner 2009 bekleidet Christoph Matznetter auch wieder die Funktion des Vizepräsidenten der Wirtschaftskammer Österreich.
Am 30. September 2017, zwei Wochen vor der Nationalratswahl in Österreich 2017, trat der bisherige SPÖ-Bundesgeschäftsführer Georg Niedermühlbichler im Zuge der Silberstein-Affäre von seinem Amt zurück. Am 1. Oktober wurde Matznetter gemeinsam mit Andrea Brunner interimistisch als Bundesgeschäftsführer eingesetzt. Als Leiter der von Bundeskanzler Christian Kern eingesetzten Taskforce legte er die Vertrags- und Rechnungsgebarungen mit Tal Silberstein offen.
Auf dem Bundeswahlvorschlag der SPÖ zur Nationalratswahl 2017 wurde Matznetter auf Platz 17 gereiht. Durch Vorreihungen über andere Listen ging er jedoch leer aus und erhielt kein NR-Mandat.
Am 17. Juni 2019 hat die SPÖ Wien Matznetter als Nachfolger von Andreas Schieder für dessen frei werdendes Nationalrats-Mandat bestimmt. Gleichzeitig wurde Matznetter auf Platz 6 der Landesliste für die NR-Wahl im September 2019 nominiert und erreichte damit den Einzug ins Parlament. Bis September 2020 war er unter Präsident Richard Schenz Vizepräsident der Österreichisch-Russischen Freundschaftsgesellschaft (ORFG). Schenz und Matznetter verließen 2020 die ORFG und gründeten 2021 das Forum Österreich-Russland, dessen Präsident Schenz wurde, Matznetter wurde erneut Vizepräsident. Mit 18. August 2023 legte Matznetter alle Funktionen im Forum Österreich-Russland zurück.
Vom 20. September 2023 bis zum 23. Oktober 2024 war Matznetter Obmann des außenpolitischen Ausschusses des Nationalrats.
Am 10. Juni 2025 wurde er auf Vorschlag der SPÖ vom Wiener Landtag zum Mitglied des Bundesrates gewählt.

## Sonstiges
Christoph Matznetter leistete 1985 Zivildienst bei den Wiener Kinderfreunden. Er war bis 2004 auch im Vorstand des Vereins Österreichisches Nord-Süd-Institut für Entwicklungszusammenarbeit (ÖNSI).